# Udruženje za unapređenje veštačke inteligencije
Udruženje za unapređenje veštačke inteligencije (engl. Association for the Advancement of Artificial Intelligence, AAAI) je međunarodno naučno društvo posvećeno promovisanju istraživanja i odgovornog korišćenja veštačke inteligencije. AAAI takođe ima za cilj da poveća razumevanje javnosti o veštačkoj inteligenciji (VI), unapredi nastavu i obuku praktičara veštačke inteligencije i obezbedi smernice za planere istraživanja i finansijere u vezi sa značajem i potencijalom trenutnog razvoja veštačke inteligencije i budućim pravcima.

## Istorija
Organizacija je osnovana 1979. godine pod nazivom „Američka asocijacija za veštačku inteligenciju“ i promenila je naziv 2007. u „Asocijacija za unapređenje veštačke inteligencije“. Ima preko 4.000 članova širom sveta. U svojoj ranoj istoriji, organizacijom su predsedavale značajne ličnosti iz računarstva kao što su Alen Njuel, Edvard Fajgenbaum, Marvin Minski i Džon Makarti. Od jula 2022, Frančeska Rosi je na funkciji predsednika. Ona je bila predsednica do jula 2024. godine kada je novoizabrani predsednik Stiven Smit započeo svoj mandat.